# رئیس‌جمهور مادام‌العمر
رئیس‌جمهور مادام‌العمر عنوانی‌ست که در یک نظام جمهوری به رئیس‌جمهور-خودکامگانی گفته می‌شود که به منظور تثبیت همیشگی اقتدار و مشروعیت خود اقدام به حذف محدودیت دورهٔ ریاست جمهوری کرده‌اند.
بیشتر کسانی که ادعای ریاست‌جمهوری مادام‌العمر کرده‌اند موفق به حفظ این مقام تا پایان عمر نشده‌اند. بیشترشان مدتها پیش از مرگ معزول و تعدادی نیز ترور شده‌اند. با این وجود تعدادی همچون خوزه گاسپار رودریگز د فرانسیا، الکساندر پتوین، رافائل کاررا، یوآن شیکای، فرانسیس دوالیه، یوسیپ بروز تیتو و صفرمراد نیازف تا پایان عمر طبیعی خود حکمرانی کردند.

برخی از رئیس‌جمهورهای خودکامه که مدتی طولانی در این جایگاه بوده‌اند معمولاً به اشتباه رئیس‌جمهور مادام‌العمر تصور می‌شوند، مانند کیم ایل-سونگ در کره شمالی، نیکلای چائوشسکو در رومانی، موبوتو سسه سوکو در زئیر، حافظ اسد در سوریه، محمد سوهارتو در اندونزی، چیانگ کای‌شک در تایوان،  ولادیمیر پوتین در  روسیه و صدام در عراق، در صورتی که تداوم ریاست‌جمهوری آنها به دلیل انتخاب مجدد آنها در انتخاباتی غالباً نمایشی بوده‌است.

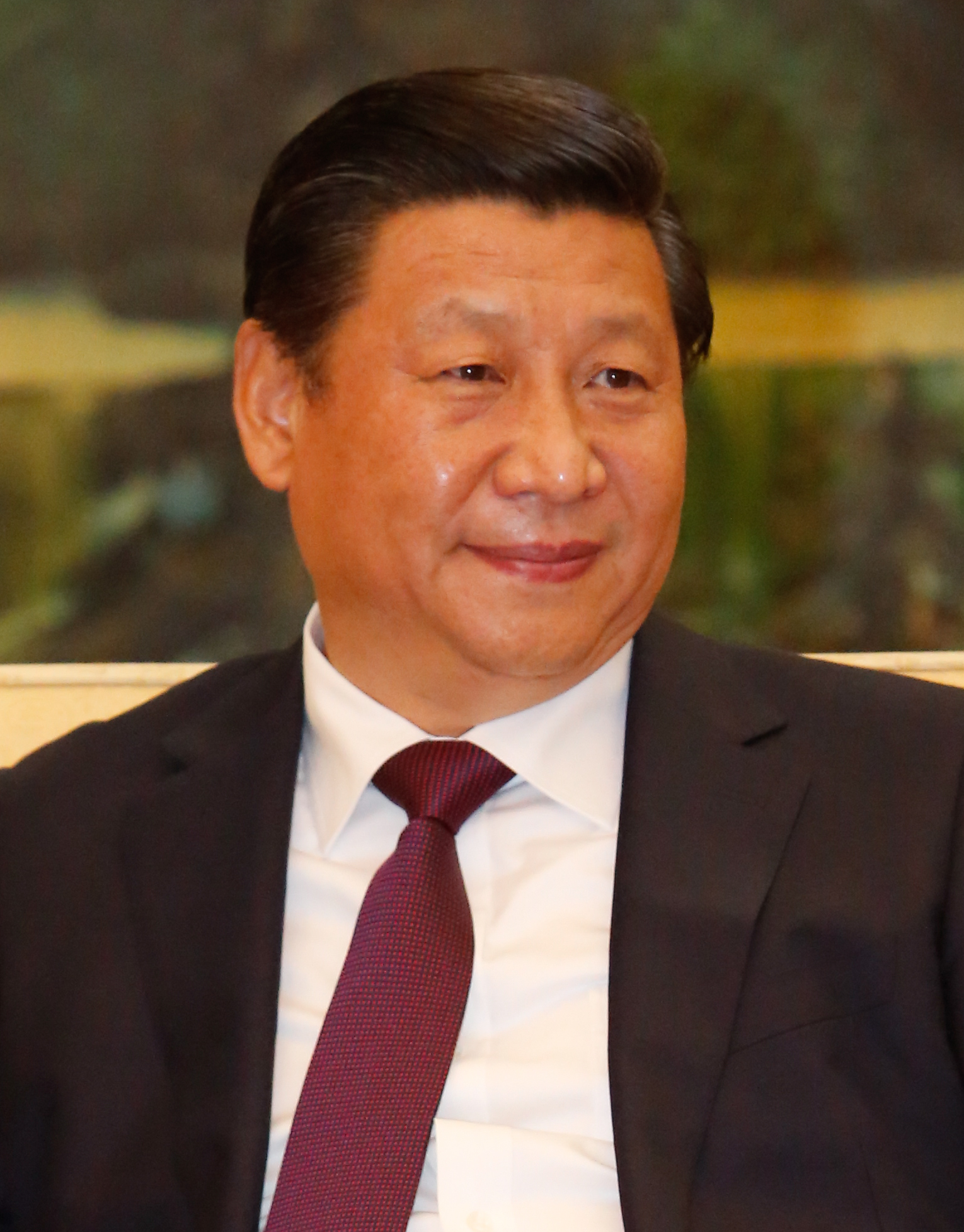
شی جین پینگ

کنگره ملی خلق چین در یک رای‌گیری محدودیت دوره ریاست جمهوری و معاونت ریاست جمهوری را که دو دوره پنج ساله بود، برداشت و به این ترتیب شی جین پینگ، رئیس‌جمهوری کنونی  این کشور عملاً می‌تواند احتمالاً مادام‌العمر در این منصب باقی بماند. این اصلاحیه با ۲۹۵۸ رای موافق دو رای مخالف و سه غایب در کنگره حدوداً سه هزار عضوی به تصویب رسید. شی جین پینگ اولین فردی بود که رای خود را درون صندوق انداخت.

## نگارخانه

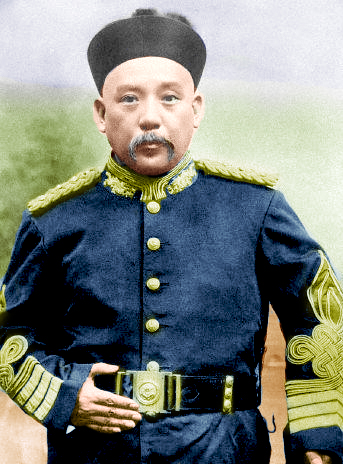
یوآن شیکای، رییس‌جمهور مادام‌العمر جمهوری خلق چین (۱۹۱۶–۱۹۱۵) و امپراتور چین (۱۹۱۵)
احمد سوکارنو فرمانده کل قوا، رهبر انقلاب و رییس‌جمهور مادام‌العمر اندونزی (۱۹۶۷–1963)
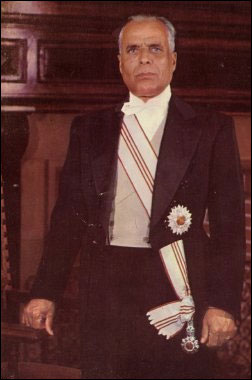
حبیب بورقیبه، رییس‌جمهور مادام‌العمر تونس (۱۹۸۷–1975)
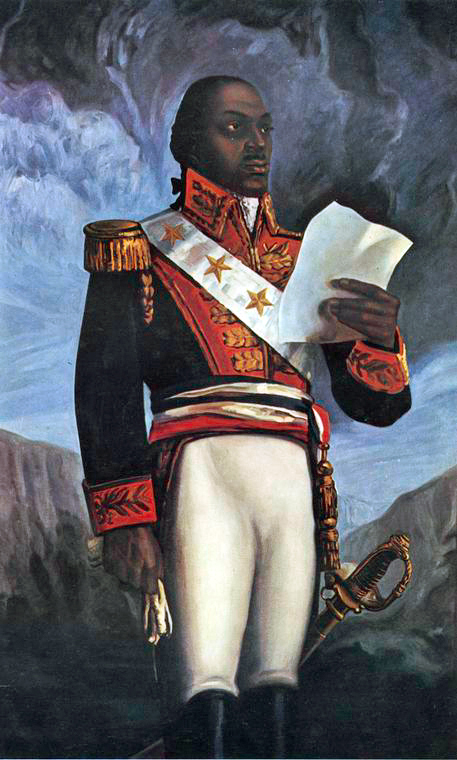
توسان لوورتیور، رییس‌جمهور مادام‌العمر هائیتی (۱۸۰۲–1801)
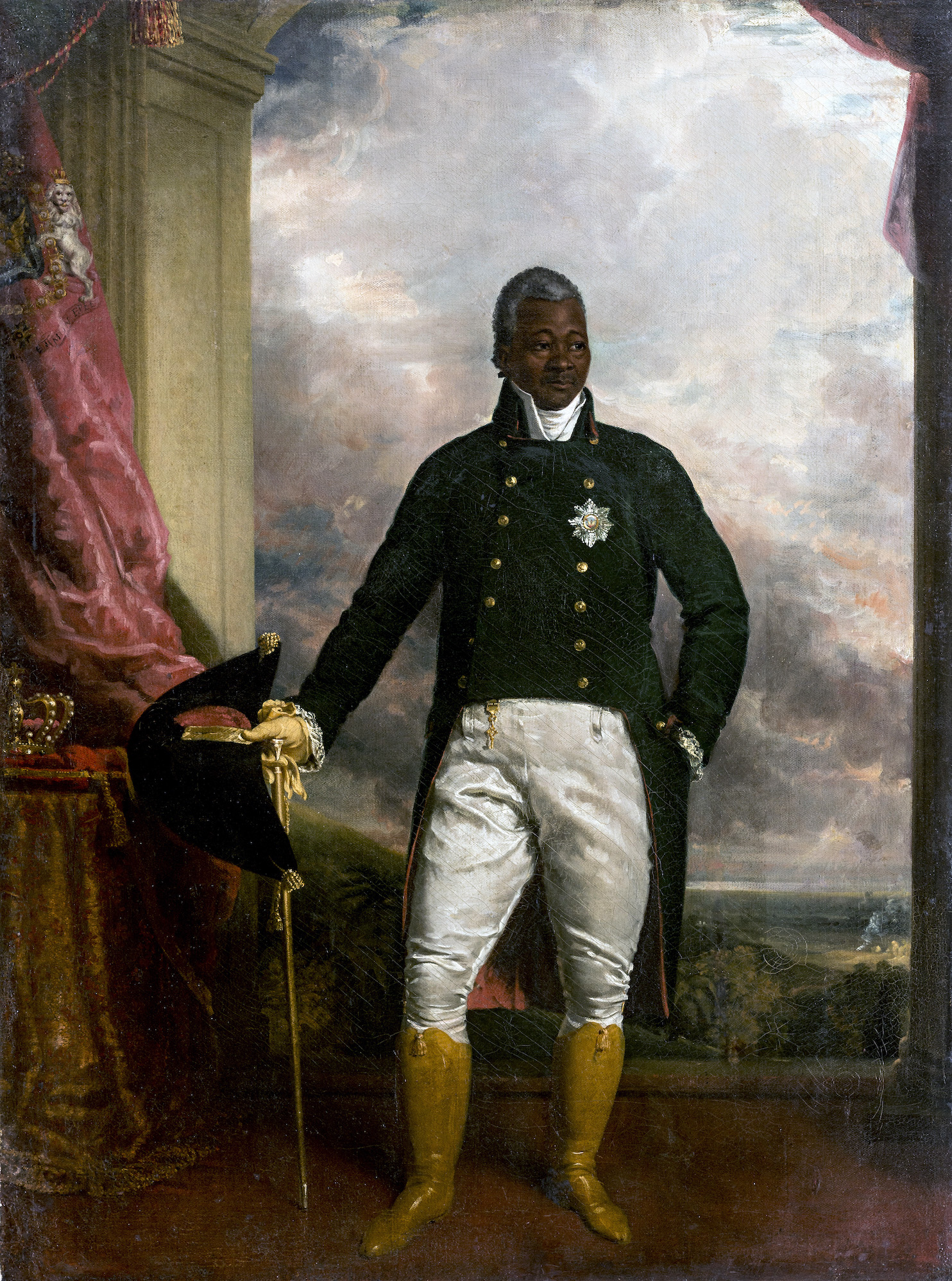
هنری کریستف، رییس‌جمهور مادام‌العمر هائیتی (۱۸۱۱–1807)
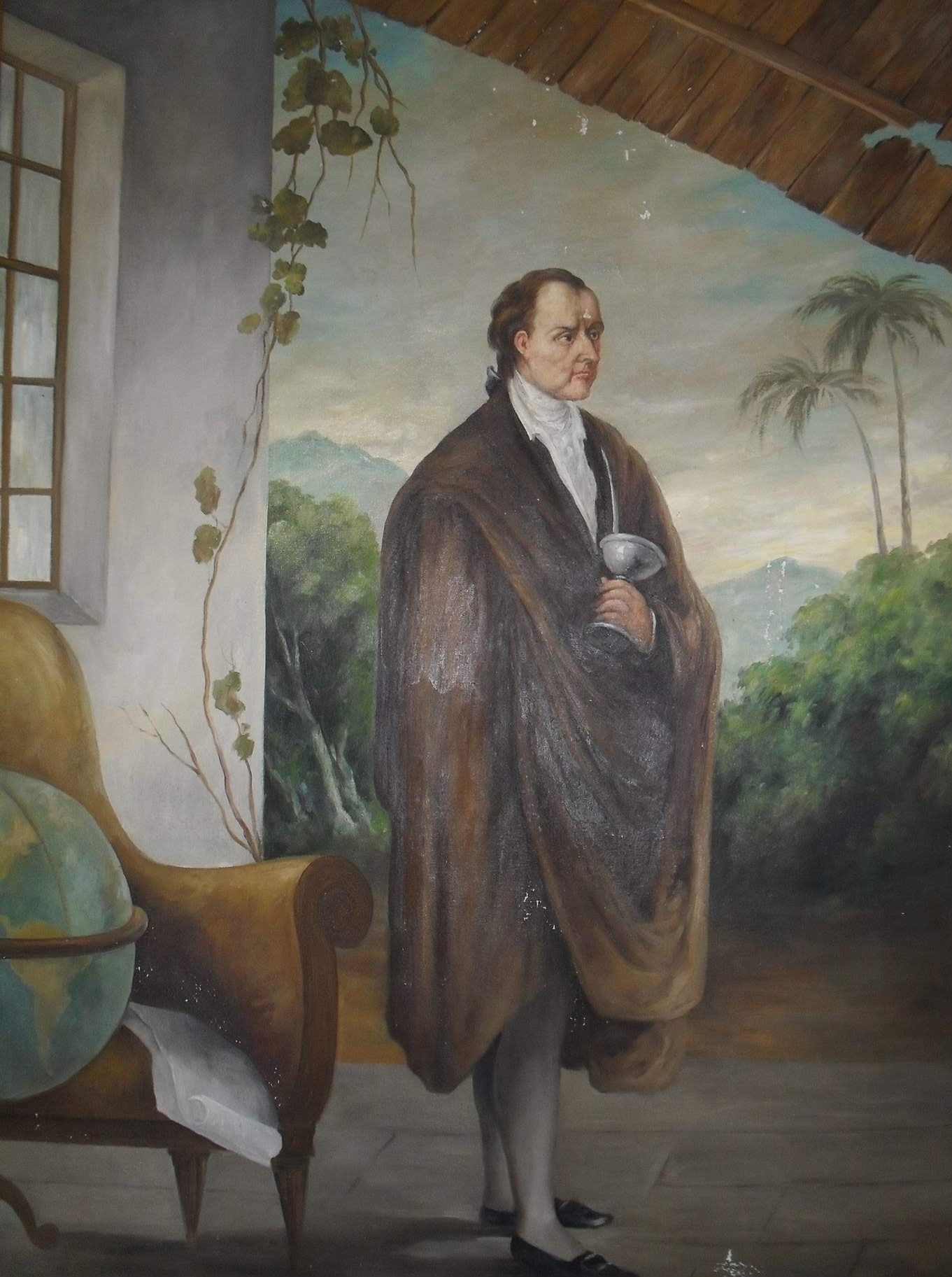
خوزه گاسپار رودریگز د فرانسیا، رییس‌جمهور مادام‌العمر پاراگوئه (۱۸۴۰–1816)
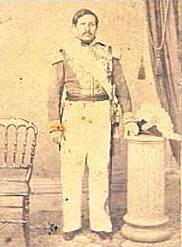
رافائل کاررا، رییس‌جمهور مادام‌العمر گواتمالا (۱۹۶۵–1954)
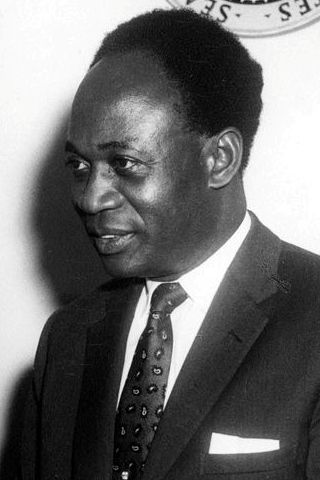
قوام نکرومه، رییس‌جمهور مادام‌العمر غنا (۱۹۹۶–1964)
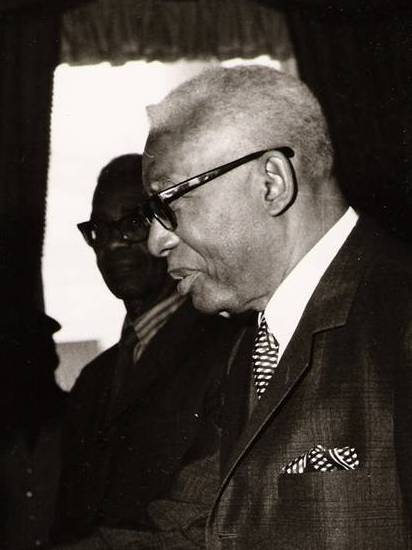
فرانسوا دووالیه، رییس‌جمهور مادام‌العمر هائیتی (۱۹۷۱–1964)
هستینگز باندا، رییس‌جمهور مادام‌العمر مالاوی (۱۹۹۳–1971)
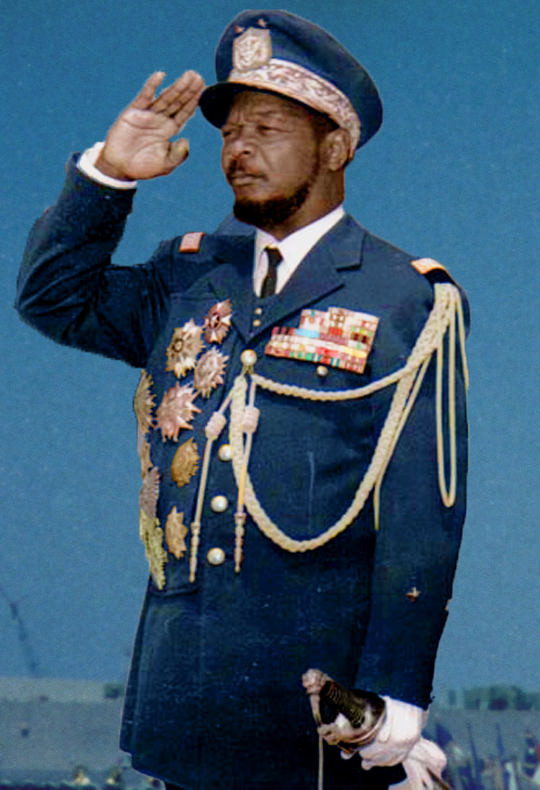
ژان-بدل بکاسا، رییس‌جمهور مادام‌العمر جمهوری آفریقای مرکزی (۱۹۷۶–1972)
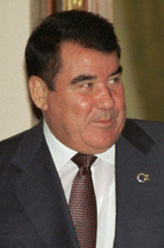
صفرمراد نیازف، رییس‌جمهور مادام‌العمر ترکمنستان (۲۰۰۶–1999)